# Engelhard, North Carolina
Engelhard, North Carolina (енгл. Engelhard) насељено је место без административног статуса у америчкој савезној држави Северна Каролина.

## Демографија
По попису из 2010. године број становника је 445.
| Група             | 2000.    | 2010.       |
| Белци             | 0 (0,0%) | 208 (46,7%) |
| Афроамериканци    | 0 (0,0%) | 184 (41,3%) |
| Азијати           | 0 (0,0%) | 1 (0,2%)    |
| Хиспаноамериканци | 0 (0,0%) | 43 (9,7%)   |
| Укупно            | 0        | 445         |